# Bionaz
Bionaz ([bjɔna] ⓘ) ist eine italienische Gemeinde in der autonomen Region Aostatal. Die Gemeinde zählt 222 Einwohner (Stand 31. Dezember 2023), liegt auf der orographisch linken Seite der Dora Baltea im Tal des Buthier auf einer mittleren Höhe von 1606 m s.l.m. und verfügt über eine Größe von 140 km².

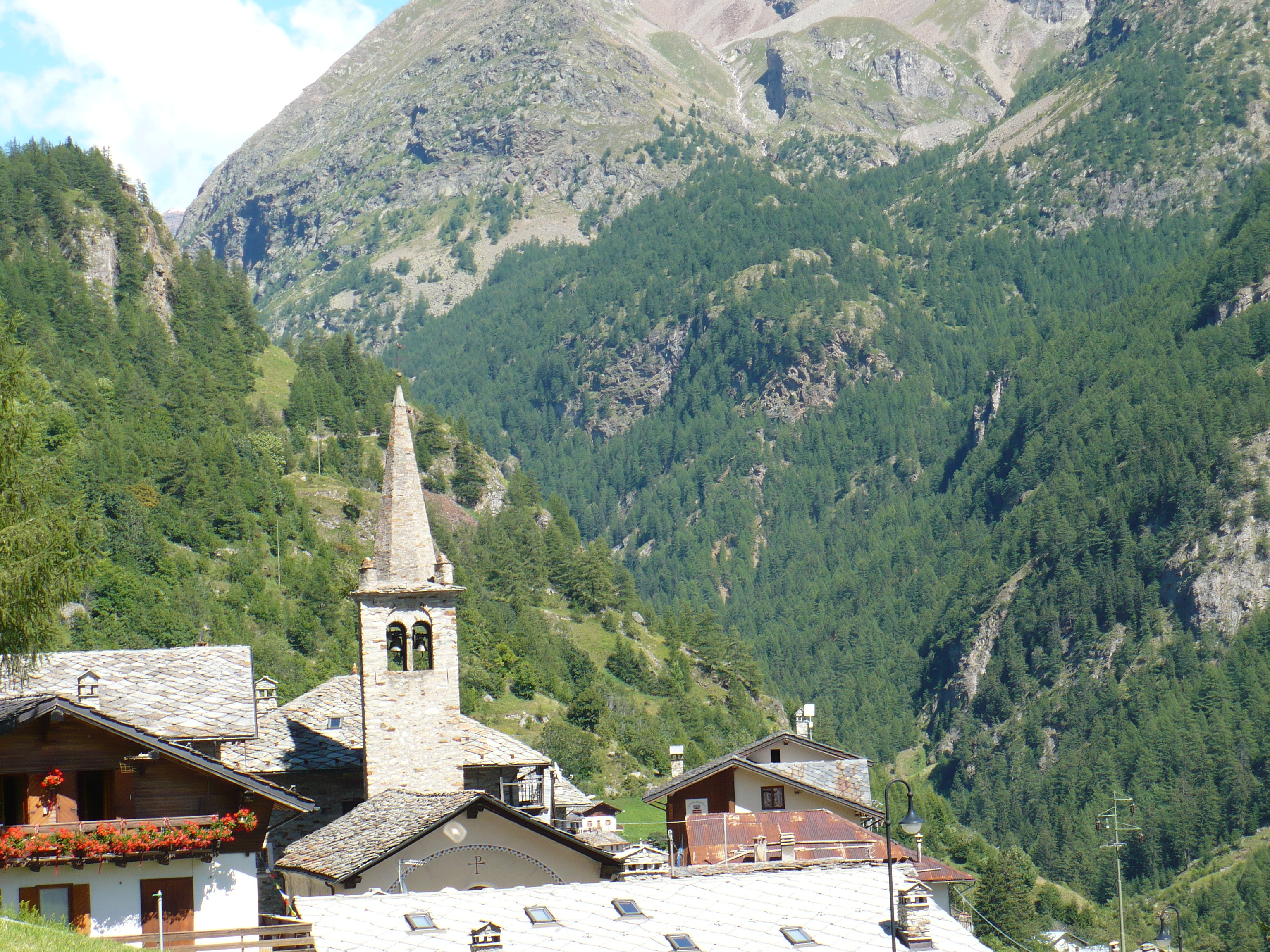
Bionaz, Plan de Veyne (Hauptort)

Bionaz besteht aus den Ortsteilen (französisch hameaux) Balmes, Chamin, Chentre, Chez Badin, Chez Chenoux, Chez les Merloz, Chez Noyer, Clou Neuf, Crêtes, Dzovennoz, La Ferrère, La Léchère, La Quellod, Lexert, Ley, Lo Vianoz, Moulin, Perquis, Places, Plan de Veyne (chef-lieu), Pouillayes, Prarayer, Propère, Rey, Rû, Vagère.
Die Nachbargemeinden heißen Bagnes (Schweiz), Evolène (Schweiz), Nus, Ollomont, Oyace, Torgnon, Valtournenche und Zermatt (Schweiz).
Am Ende des Hochtals von Bionaz-Valpelline befindet sich auf 1900 m ein Stausee, genannt Place Moulin, und danach die zu Fuß erreichbare Alm von Prarayer mit dem Berggasthof Rifugio Prarayer auf 2005 m. Vom Ortsteil Rùz kann man binnen zwei Stunden zur Schutzhütte Rifugio Crête Sèche aufsteigen.

## Persönlichkeiten
- Elviro Blanc (* 1945), Skilangläufer